# CZ P-10 C
CZ P-10 C（シージーピーテンシー）は、チェコ共和国に本社を置くCZ社（チェスカー・ズブロヨフカ株式会社）が開発した自動式拳銃である。

## 概要
2017年1月ラスベガスで行われたSHOT Showで発表された。
人間工学に基づく設計がされ、撃発方式はストライカー式でフレームはポリマーを使用している。
安全装置はファイアリングピンブロックシステムとトリガーセーフティーの二つ。スライドストップとマガジンキャッチは左右両側で操作可能（アンビデクストラウス）になっている。
また、フロントサイト（照星）は簡単に交換でき、リアサイト（照門）にはベルトなどに引っ掛けてスライド（遊底）が操作できるように段差が付けられている。
グリップ(銃把)のバックストラップは3種類用意され手のサイズに合わせて交換可能でグリップには適度な丸みがある。手袋をしてもトリガーが引けるようにトリガーガードは考慮されている。
'C'はコンパクトを意味する。2019年フルサイズ型の'F'とサブコンパクト型の'S'が発表された。

## 派生型
- P-10 F

フルサイズ型で銃身長4.49インチ（114mm）、装弾数19+1発と装弾数21+1発（9mmパラベラム弾)、重量800g。
- P-10 SC

セミコンパクト型で銃身長4.49インチ（114mm）、装弾数15+1発と装弾数17+1発（9mmパラベラム弾)、重量780g。
- P-10 S

サブコンパクト型で銃身長3.54インチ(90mm）、装弾数12+1発（9mmパラベラム弾）、重量710g。
- P-10 M

マイクロ型で銃身長3.35インチ(85mm）、装弾数7+1発（9mmパラベラム弾）、重量570g。

## 採用実績
チェコ
- チェコ共和国陸軍

 カンボジア
- カンボジア王立憲兵隊[3]
- 要人身辺警護隊[3]

 ポーランド
- 中央腐敗防止局 - 100丁[4]
- 税関 - 数十丁前後[5]
- 国境警備隊 - 1600丁[6]